# Marek Bartoš
Marek Kristián Bartoš (* 13. října 1996) je slovenský fotbalista, který hraje jako obránce za polský klub Motor Lublin.

## Klubová kariéra

### Železiarne Podbrezová
Bartoš debutoval za Železiarne Podbrezová proti DAC Dunajská Streda dne 22. července 2018. Odehrál celý zápas. Z klubu odešel po více než 80 zápasech v nejvyšší slovenské lize.

### Motor Lublin
Dne 28. června 2024 podepsal smlouvu do konce června 2026 s možností prodloužení smlouvy o další rok s polským Motor Lublin.